# نورمان ريتشموند
نورمان ريتشموند (بالإنجليزية: Norman Macdonald Richmond)‏ هو أكاديمي نيوزيلندي، ولد في 1897، وتوفي في 1971.